# Winnie l'ourson : Hou ! Bouh ! Et re-bouh !
Pour plus de détails, voir Fiche technique et Distribution.
Winnie l'ourson : Hou ! Bouh ! Et re-bouh ! (Winnie the Pooh : Boo to You Too!) est un téléfilm d'animation des studios Disney sorti en 1996.
Basé sur les personnages d'Alan Alexander Milne, il fait partie des quatre courts téléfilms inspirés de la série télévisée Les Nouvelles Aventures de Winnie l'ourson (1988-1991) avec Winnie l'ourson : Noël à l'unisson (1991), Winnie l'ourson : Thanksgiving (1998) et Winnie l'ourson : Je t'offre mon cœur (1999).

## Fiche technique
- Titre original : Winnie the Pooh : Boo to You Too!
- Titre français : Winnie l'ourson : Hou ! Bouh ! Et re-bouh !
- Titre québécois : Bouh à toi aussi! Winnie l'ourson
- Réalisation : Rob LaDuca
- Scénario : Carter Crocker, d'après les personnages d'Alan Alexander Milne
- Musique : Mark Watters
- Montage : Elen Orson
- Production : Rob LaDuca et Jeannine Roussel
- Société de production : Walt Disney Television Animation
- Sociétés de distribution : ABC, Buena Vista Television
- Pays de production :  États-Unis
- Langue originale : anglais
- Format : Couleur — vidéo — 1,33:1 — son stéréo
- Durée : 21 minutes
- Dates de sortie :
  - États-Unis : 25 octobre 1996
  - France : ?

## Distribution

### Voix originales
- Jim Cummings : Winnie the Pooh (Winnie l'ourson en VF) / Tigger (Tigrou en VF)
- John Fiedler : Piglet (Porcinet en VF)
- Peter Cullen : Eeyore (Bourriquet en VF)
- Ken Sansom : Rabbit (Coco Lapin en VF)
- Michael Gough  : Gopher (Grignotin en VF)
- John Rhys-Davies  : The Narrator (le narrateur en VF)

### Voix françaises
- Roger Carel : Winnie l'ourson / Coco Lapin
- Hervé Rey : Porcinet
- Patrick Préjean : Tigrou
- Wahid Lamamra : Bourriquet
- Guy Piérauld : La Taupe
- François Berland : le narrateur

## Sorties DVD
- 2002 : Winnie l'ourson : Drôle de fantôme / Hou ! Bouh ! Et re-bouh !, 80 min. Comprend aussi 5 épisodes de la série  Les Nouvelles Aventures de Winnie l'ourson : Un fantôme qui balance (1.14), Le Monstre Frankenwinnie (2.6), La Lune de miel (2.10), Un rêve ensoleillé (3.2), Le Chevalier inoubliable (3.7)
- 2005 : Winnie l'ourson : Lumpy fête Halloween (Pooh's Heffalump Halloween Movie), 66 min. Film inédit sorti directement en vidéo et incluant Hou ! Bouh ! Et re-bouh !